# Coupe de France 1971/72
Der Wettbewerb um die Coupe de France in der Saison 1971/72 war die 55. Ausspielung des französischen Fußballpokals für Männermannschaften. In diesem Jahr meldeten 1.496 Vereine.
Nach Abschluss der von den regionalen Untergliederungen des Landesverbands FFF organisierten Qualifikationsrunden griffen im Zweiunddreißigstelfinale auch die 20 Erstligisten in den Wettbewerb ein. Die Spielpaarungen wurden für jede Runde frei ausgelost; bis einschließlich des Sechzehntelfinals gab es nur ein Aufeinandertreffen auf neutralem Platz. Endete eine Begegnung nach Verlängerung unentschieden, wurde ein Wiederholungsspiel ausgetragen; stand es an dessen Ende immer noch remis, entschied ein Elfmeterschießen über den Sieger. Vom Achtel- bis zum Halbfinale hingegen kam es zu Hin- und Rückspiel. Gab es dann einen Gleichstand der erzielten Treffer – wobei Auswärtstore nicht doppelt zählten –, musste die Entscheidung durch Strafstoßschießen herbeigeführt werden.
Den Pokal gewann in diesem Jahr Olympique Marseille; es war sein achter Gewinn dieser Trophäe bei seiner elften Finalteilnahme. Gleichzeitig 1972 auch französischer Meister, gewann OM damit zudem den ersten Doublé seiner Vereinsgeschichte. Sein Endspielgegner SEC Bastia war der erste korsische Verein seit Pokaleinführung überhaupt, der es so weit gebracht hatte.
Erfolgreichster Amateurverein war der Drittligist AS Poissy, der erst im Achtelfinale scheiterte. Titelverteidiger Stade Rennes dagegen schied bereits in der Runde der letzten 32 Teams aus.

## Zweiunddreißigstelfinale
Spiele am 23. Januar, Wiederholungsmatches am 30. Januar oder 2. Februar 1972; die jeweilige Spielklassenzugehörigkeit wird mit D1 bzw. D2 für die beiden Profiligen, D3 für die landesweite sowie DH („Division d’Honneur“) für die oberste regionale Amateurliga angegeben.
| - US Valenciennes D2 – Paris Saint-Germain D1 1:0 - EDS Montluçon D2 – Entente Bagneaux-Fontainebleau-Nemours D2 2:1 - FC Nantes D1 – OSC Lille D1 2:0 - OGC Nizza D1 – Biver Sports DH 4:1 - Olympique Nîmes D1 – SO Châtellerault D3 6:0 - FC Martigues D2 – US Toulouse D2 2:1 - Stade Reims D1 – Montpellier Littoral FC D2 2:1 - ASPTT Metz DH – RCFC Besançon D2 2:1 - FC Rouen D2 – US Concarneau D3 2:0 - AS Saint-Étienne D1 – RC Strasbourg D2 1:0 - FC Saint-Louis 1911 D3 – SC Amiens D2 2:1 - Red Star Paris D1 – AC Cambrai D2 3:1 - FC Sochaux D1 – FC Metz D1 1:0 - AS Poissy D3 – Stella Maris Douarnenez DH 3:2 - AC Ajaccio D1 – FC Antibes DH 2:1 - AS Angoulême D1 – SCO Angers D1 2:1 n. V. | - Olympique Avignon D2 – FC Gueugnon D2 2:1 - SEC Bastia D1 – ES Mont-de-Marsan D3 1:0 - AAJ Blois D2 – Girondins Bordeaux D1 1:0 - AS Nancy D1 – ASCA Wittelsheim D3 3:1 - Stade Brest D2 – Olympique Lyon D1 2:0 - Olympique Marseille D1 – Olympique Alès D3 3:0 - LB Châteauroux D2 – FC Limoges D2 3:2 - AC Chaumont D2 – US Dunkerque D2 2:0 - CS Cuiseaux-Louhans D2 – Racing Club Épernay DH 3:2 - ES La Rochelle D2 – US Grand Boulogne D2 1:0 - RC Lens D2 – US Quevilly D2 2:0 - FC Lorient D2 – US Le Mans D2 5:1 - CA Mantes D2 – FC Bourges D2 1:0 - FC Carpentras DH – SSMC Miramas DH 1:1 n. V., 6:1 - Stade Rennes D1 – Stade Laval D2 2:2 n. V., 3:0 - Sporting Toulon D2 – AS Monaco D1 2:2 n. V., 2:2 (3:2 i. E.) |

## Sechzehntelfinale
Spiele am 19./20., Wiederholungsmatch am 27. Februar 1972
| - EDS Montluçon D2 – AC Chaumont D2 1:1 n. V., 4:0 - FC Nantes D1 – Stade Rennes D1 2:0 - OGC Nizza D1 – Olympique Nîmes D1 3:1 - Stade Reims D1 – CS Cuiseaux-Louhans D2 4:2 - FC Rouen D2 – AS Angoulême D1 5:0 - Red Star Paris D1 – ASPTT Metz DH 3:1 - FC Sochaux D1 – US Valenciennes D2 4:2 - AS Poissy D3 – AAJ Blois D2 1:0 | - AC Ajaccio D1 – FC Saint-Louis 1911 D3 4:0 n. V. - Olympique Avignon D2 – AS Saint-Étienne D1 1:0 - SEC Bastia D1 – FC Martigues D2 2:1 - AS Nancy D1 – FC Lorient D2 5:1 - Olympique Marseille D1 – Stade Brest D2 2:1 - RC Lens D2 – LB Châteauroux D2 5:1 - CA Mantes D2 – FC Carpentras DH 3:0 - Sporting Toulon D2 – ES La Rochelle D2 3:1 |

## Achtelfinale
Hinspiele am 11./12., Rückspiele zwischen 15. und 19. März 1972
| - FC Nantes D1 – OGC Nizza D1 0:1, 0:0 - FC Sochaux D1 – Stade Reims D1 1:0, 0:3 - AC Ajaccio D1 – SEC Bastia D1 0:2, 0:0 - Olympique Avignon D2 – FC Rouen D2 4:0, 1:2 | - AS Nancy D1 – AS Poissy D3 2:0, 8:1 - Olympique Marseille D1 – EDS Montluçon D2 4:1, 0:2 - RC Lens D2 – CA Mantes D2 1:0, 1:1 - Sporting Toulon D2 – Red Star Paris D1 1:3, 0:0 |

## Viertelfinale
Hinspiele am 15., Rückspiele am 19. April 1972
| - OGC Nizza D1 – Olympique Marseille D1 1:1, 0:1 - Stade Reims D1 – AS Nancy D1 2:0, 0:0 | - Olympique Avignon D2 – SEC Bastia D1 0:1, 0:1 - RC Lens D2 – Red Star Paris D1 1:0, 0:0 |

## Halbfinale
Hinspiele am 10., Rückspiele am 13. bzw. 14. Mai 1972
| - Stade Reims D1 – Olympique Marseille D1 0:0, 2:2 (1:3 i. E.) | - SEC Bastia D1 – RC Lens D2 3:0, 0:2 |

## Finale
Spiel am 4. Juni 1972 im Pariser Prinzenparkstadion vor 44.069 Zuschauern
- Olympique Marseille – SEC Bastia 2:1 (1:0)

### Mannschaftsaufstellungen
Olympique Marseille: Georges Carnus – Jean-Pierre Lopez, Bernard Bosquier, Jules Zvunka , Édouard Kula – Jacques Novi, Gilbert Gress – Roger Magnusson, Joseph Bonnel (Jean-Louis Hodoul, 77.), Josip Skoblar, Didier Couécou
Trainer: Mario Zatelli
SEC Bastia: Ilija Pantelić – Victor Mosa, Jean-Louis Luccini, Cvetko Savković, Jean-Claude Tosi – Jean-Pierre Dogliani, Georges Calmettes – Marc-Kanyan Case, François Félix, Georges Franceschetti , Jean-Pierre Giordani (Claude Papi, 77.)
Trainer: Pierre Cahuzac
Schiedsrichter: Robert Frauciel (Agen)

### Tore
1:0 Couécou (15.)

2:0 Skoblar (73.)

2:1 Franceschetti (85.)

### Besondere Vorkommnisse
Der umgebaute Parc des Princes löste ab diesem Jahr das Olympiastadion als alljährlicher Austragungsort des Pokalendspiels ab und blieb dies – mit Ausnahme des Jahres ohne Finale (1992) – bis 1997. Seit 1998 beherbergt das neuerbaute Stade de France diesen Saisonhöhepunkt.
Marseille gewann diese Begegnung insbesondere dank eines an diesem Tag überragenden Dribblers und Flankengebers, des Schweden Magnusson. Dabei hätte nicht viel gefehlt, und OM wäre bereits im Achtelfinale ausgeschieden – weil Trainer Zatelli im Gefühl des deutlichen Hinspielsieges beim Rückspiel in Montluçon auf Kula, Magnusson, Couécou und Bonnel verzichtete.